# PlayStation Now
PlayStation Now (PS Now) là dịch vụ đăng ký trò chơi điện tử độc lập đầu tiên trên các hệ máy chơi game do Sony Interactive Entertainment phát triển. Dịch vụ này cho phép chơi game trên đám mây cho các trò chơi trên PlayStation, PlayStation 2, PlayStation 3 và PlayStation 4 có thể chơi trên PlayStation 4, PlayStation 5 và máy tính Microsoft Windows. Ngoài ra, các trò chơi trên PlayStation, PlayStation 2 và PlayStation 4 có thể được tải xuống để chơi tại chỗ trên PlayStation 4 và PlayStation 5. Từ tháng 5 đến tháng 6 năm 2022, với việc mở rộng dịch vụ PlayStation Plus để cung cấp các cấp độ bổ sung, dịch vụ đăng ký độc lập PlayStation Now đã bị đóng cửa, nhưng các dịch vụ của nó đã được tích hợp vào cấp độ Premium của PlayStation Plus.
Dịch vụ không yêu cầu tải trò chơi vào máy tính. Các trò chơi đã tải xuống có thể được chơi mà không cần kết nối internet, tuy nhiên, kết nối internet được yêu cầu để xác minh sau vài ngày.
Các thiết bị không phải PlayStation yêu cầu một bộ điều khiển DualShock 3, 4, DualSense hoặc bất kỳ bộ điều khiển nào tương thích với XInput, chẳng hạn như tay cầm trò chơi Xbox để có thể sử dụng dịch vụ. Nếu thành viên muốn phát trò chơi của mình, Sony khuyến nghị người chơi nên có kết nối internet tối thiểu 5 Mb/giây để đạt hiệu suất tốt.

## Lịch sử
PlayStation Now đã được công bố vào ngày 7 tháng 1 năm 2014 tại Triển lãm Điện tử Tiêu dùng 2014 được hỗ trợ bởi công nghệ từ Gaikai. Tại CES, Sony đã giới thiệu các phiên bản thử của các trò chơi như The Last of Us, God of War: Ascension, Puppeteer và Beyond: Two Souls có thể chơi được thông qua PS Now trên Bravia TV và PlayStation Vita. Phiên bản beta kín bắt đầu tại Hoa Kỳ vào ngày 28 tháng 1 với PS3 và vào ngày 19 tháng 5 đã được mở rộng sang PS4.
Để triển khai dịch vụ, Sony tạo ra một bo mạch chủ đơn tương đương với 8 đơn vị console PS3 vào một khung máy chủ để cho phép các trò chơi hoạt động, thay vì sử dụng phần mềm giả lập do sự phức tạp về kiến trúc.
PlayStation Now được phát hành trong bản Open Beta tại Hoa Kỳ và Canada trên PS4 vào ngày 31 tháng 7 năm 2014, trên PS3 vào ngày 18 tháng 9 năm 2014, trên PS Vita và PS TV vào ngày 14 tháng 10 năm 2014, với sự hỗ trợ cho một số TV Bravia 2014 sẽ ra mắt sau này trong năm. Tại Gamescom 2014, SCE đã thông báo rằng PS Now sẽ đến Châu Âu vào năm 2015, với Vương quốc Anh là quốc gia Châu Âu đầu tiên truy cập dịch vụ. Vào ngày 24 tháng 12 năm 2014, Sony thông báo rằng PlayStation Now sẽ mở rộng sang các thương hiệu điện tử khác. 
Tại CES 2015, Sony đã xác nhận rằng PlayStation Now sẽ đến Bắc Mỹ trên PS4 dưới dạng bản phát hành đầy đủ vào ngày 13 tháng 1 năm 2015. Vào ngày 7 tháng 3 năm 2015, có thông tin tiết lộ rằng PlayStation Now đã có thể truy cập được ở Châu Âu.  Lời mời beta chính thức cho Châu Âu bắt đầu được gửi tới chủ sở hữu PS4 vào ngày 15 tháng 4 năm 2015.
Vào ngày 17 tháng 2 năm 2017, Sony thông báo sẽ ngừng PlayStation Now trên PlayStation 3, PlayStation Vita, PlayStation TV, TV Sony Bravia (mẫu giữa 2013–15), đầu phát Sony Blu-ray và tất cả TV Samsung trước ngày 15 tháng 8 năm 2017.
Vào ngày 20 tháng 9 năm 2018, Sony đã thông báo rằng người dùng trên PlayStation 4 sẽ có thể tải xuống các trò chơi PlayStation 2 và PlayStation 4 được cung cấp qua dịch vụ khi Sony bắt đầu dần dần triển khai tính năng mới cho người đăng ký.
Vào ngày 23 tháng 1 năm 2019, Sony thông báo rằng dịch vụ sẽ ra mắt tại Tây Ban Nha, Ý, Bồ Đào Nha, Na Uy, Đan Mạch, Phần Lan và Thụy Điển vào cuối năm. Bản beta cho các quốc gia này đã ra mắt vào đầu tháng 2 và dịch vụ đầy đủ ra mắt vào ngày 12 tháng 3 năm 2019.
Vào ngày 22 tháng 4 năm 2021, Sony thông báo rằng việc hỗ trợ phát trực tuyến 1080p sẽ bắt đầu được triển khai trong tuần.
Vào ngày 3 tháng 12 năm 2021, Bloomberg đưa tin rằng Sony đang phát triển một dịch vụ đăng ký mới có tên mã là "Spartacus". Dịch vụ này sẽ là sự hợp nhất của các dịch vụ hiện tại của công ty, PlayStation Plus và PlayStation Now, với công ty sẽ giữ thương hiệu Plus. Dịch vụ sẽ bao gồm ba cấp: cấp đầu tiên sẽ bao gồm tất cả các lợi ích của PlayStation Plus, cấp thứ hai sẽ mở rộng dựa trên cấp đầu tiên bằng cách thêm vào một danh mục các tựa game và cấp thứ ba sẽ mở rộng dựa trên hai cấp đầu tiên bằng cách thêm vào cả các bản dùng thử trò chơi và những danh mục trò chơi trên PlayStation, PlayStation 2, PlayStation 3 và PlayStation Portable.
Vào ngày 29 tháng 3 năm 2022, Sony chính thức thông báo về việc hợp nhất hai dịch vụ dưới thương hiệu Plus. Việc sáp nhập diễn ra vào tháng 5 và tháng 6 năm 2022.

## Trò chơi
Các trò chơi PlayStation, PlayStation 2, PlayStation 3 và PlayStation 4 trên PlayStation Now có thể được phát trực tuyến tới PlayStation 4, PlayStation 5 và PC. Tính đến năm 2020, đã có hơn 800 trò chơi, trong đó hơn 300 trò chơi có sẵn để tải xuống PlayStation 4 và PlayStation 5. Nhiều trò chơi mới được thêm vào mỗi tháng.
Sau 7 ngày dùng thử miễn phí, có ba tùy chọn giá cho dịch vụ đăng ký.
Không cần phải đăng ký một khoản phí riêng để có thể chơi chế độ nhiều người trực tuyến khi chơi các trò chơi trên PlayStation Now. Ba mức giá cung cấp quyền truy cập vào các thành phần chơi đơn và chơi trực tuyến đa người chơi.

## Phạm vi hoạt động
PlayStation Now đã có mặt ở Châu Âu (bao gồm Áo, Bỉ, Đan Mạch, Phần Lan, Pháp, Đức, Ireland, Ý, Luxembourg, Hà Lan, Na Uy, Bồ Đào Nha, Tây Ban Nha, Thụy Điển, Thụy Sĩ và Vương quốc Anh), Bắc Mỹ (Canada và Hoa Kỳ) cũng như Nhật Bản.